# Gjemselund Stadion
El Gjemselund Stadion es un estadio de fútbol ubicado en la ciudad de Kongsvinger en Noruega y actualmente es la sede del Kongsvinger IL.

## Historia
Fue inaugurado el 14 de junio de 1953 y hasta 2008 se realizaban competiciones de atletismo luego de la instalación de una pista de caucho en 1986, en la que incluso fue la sede del Campeonato Noruego de Atletismo en 1968. Para 2009 le fue colocada una gramilla artificial y fue eliminada la pista de caucho.
El récord de asistencia al estadio es de 6,794 espectadores el 26 de junio de 1983 cuando el Kongsvinger perdió ante el Vålerengen por 0–3 en la Eliteserien. Con los años la capacidad del estadio se ha reducido por regulaciones.